# Evelyn Lauvstad Hanevold
Evelyn Lauvstad Hanevold (* als Evelyn Lauvstad am 21. Juli 1974) ist eine frühere norwegische Biathletin.
Evelyn Lauvstad Hanevold gehörte in den ersten Jahren der 2000er Jahre zum erweiterten Nationalkader Norwegens. National war sie schon seit Mitte der 1990er Jahre erfolgreich aktiv. Sie gewann zwar nie einen Titel als Norwegische Meisterin, doch gewann sie zwei Vizemeisterschaften und vier Bronzemedaillen in Staffel- und Mannschaftsrennen mit Vertretungen der Region Sogn og Fjordane. International konnte sie erstmals in der Saison 1999/2000 im Europacup Erfolge erreichen, als sie beim Saisonfinale an der Seite von Arna Kolltveit, Liv-Kjersti Eikeland und Borghild Ouren hinter der Vertretung aus Deutschland und vor den Kanadierinnen als Zweitplatzierte im Staffelrennen eine erste Podiumsplatzierung erreichte. Bei den Europameisterschaften des Jahres 2000 wurde Lauvstad in Kościelisko 32. des Einzels, 34. des Sprints und beendete ihr Verfolgungsrennen nicht. Im Staffelrennen wurde sie mit Kolltveit, Tora Berger und Linda Tjørhom Siebte. Ein Jahr später wurde Hanevold 26. des Einzels und 18. des Sprintrennens. Abschluss der Saison wurden die Militär-Skiweltmeisterschaften 2001 in Jericho, bei denen die Norwegerin 24. des Sprints wurde. Besonders erfolgreich war die Norwegerin in der Saison 2001/02 im Europacup. In Jablonec verpasste sie hinter Peggy Wagenführ als Zweitplatzierte in einem Sprintrennen um einen Rang einen ersten Sieg, es folgte ein zweiter Platz mit Ouren, Hege Nilssen und Berger hinter den Deutschen Frauen im Staffelrennen. Auf der nächsten Station gewann sie in Jáchymov mit Ouren, Ann Helen Grande und Berger ein Staffelrennen. Es folgte die dritte Teilnahme an Europameisterschaften. In Kontiolahti wurde Hanevold 32. des Sprints, 28. der Verfolgung und mit Grande, Jori Mørkve und Ouren als Schlussläuferin Staffel-Fünfte. Zudem nahm sie erneut an den Militär-Skiweltmeisterschaften 2002 in Kranjska Gora teil und wurde im Skilanglauf 17. über 10 Kilometer Freistil, 2003 in Rovaniemi 25. Nach der Saison 2002/03 beendete sie ihre Karriere.